# N-ацетиласпартилглутамат
N-ацетиласпартилглутамат (англ. N-acetylaspartylglutamate, сокр. NAAG) — дипептид, представляющий собой соединение N-ацетиласпартата (NAA) и глутамата. NAAG является третьим по распространенности нейромедиатором в нервной системе млекопитающих. NAAG образуется в процессе ферментативного синтеза, действует как агонист II группы метаботропных глутаматных рецепторов, в особенности рецептора mGluR3, и расщепляется в синаптической щели NAAG-пептидазами (GCPII, GCPIII) на исходные вещества: NAA и глутамат.
Определение уровня NAAG in vivo возможно с помощью магнито-резонансной спектроскопии. Описан метод дифференциации NAAG от NAA на МРТ с напряженностью поля 3 Тесла.

## История
Curatolo et al. обнаружили NAAG в нервной системе млекопитающих в 1965 году, однако, будучи нейропептидом, он изначально не был причислен к нейромедиаторам и считался промежуточным продуктом метаболизма. Лишь 20 лет спустя, в середине 1980-х, возобновились исследования роли NAAG. Оказалось, что это вещество имеет все характерные свойства нейромедиаторов: концентрируется в нейронах и синаптических пузырьках, выделяется из аксональных окончаний под воздействием кальция после инициации потенциала действия, подлежит внеклеточному гидролизу пептидазами.